# Anna Alexandrowna Ukolowa
Anna Alexandrowna Ukolowa (russisch Анна Александровна Уколова, englisch Anna Ukolova; * 25. März 1999) ist eine ehemalige russische Tennisspielerin.

## Karriere
Ukolowa begann mit fünf Jahren das Tennisspielen und spielte vor allem bei Turnieren der ITF Women’s World Tennis Tour, wo sie vier Titel im Doppel gewinnen konnte.

## Turniersiege

### Doppel
| Nr. | Datum            | Turnier  | Kategorie   | Belag             | Partnerin             | Finalgegnerinnen                     | Ergebnis          |
| --- | ---------------- | -------- | ----------- | ----------------- | --------------------- | ------------------------------------ | ----------------- |
| 1.  | 13. Juli 2018    | Knokke   | ITF $15.000 | Sand              | Maryna Tschernyschowa | Melina Ferrero Sofía Luini           | 1:6, 6:1, [10:8]  |
| 2.  | 6. Oktober 2018  | Sozopol  | ITF $15.000 | Hartplatz         | Alina Silitsch        | Gabriela Duca Maria Victoria Negoita | 6:3, 6:1          |
| 3.  | 16. Februar 2019 | Shymkent | ITF W15     | Hartplatz (Halle) | Gjulnara Nasarowa     | Noel Saidenowa Ksenija Jorsch        | 6:2, 2:6, [10:5]  |
| 4.  | 22. Januar 2022  | Kasan    | ITF W15     | Hartplatz (Halle) | Ksenija Jorsch        | Polina Jazenko Darja Kudaschowa      | 6:70, 6:3, [10:7] |